# Rubén Pérez del Mármol
Rubén Salvador Pérez del Mármol, noto semplicemente come Rubén Pérez (Écija, 26 aprile 1989), è un calciatore spagnolo, centrocampista del Panathīnaïkos.

## Caratteristiche
Centrocampista centrale destro di piede e dotato di notevole tecnica e visione di gioco, è sempre stato impiegato come mediano davanti alla difesa, potendo inoltre essere utilizzato come regista.

## Carriera

### Club

#### Inizi
Dopo aver mosso i primi passi presso il settore giovanile della squadra della sua città di nascita, l'Écija Balompié, nel 2004 entra a far parte della cantera dell'Atlético Madrid, con la quale disputa da titolare due anni di campionati giovanili. Il 15 maggio 2010 debutta ufficialmente in Primera División in occasione della sconfitta interna per 0-3 contro il Getafe, subentrando al 79' al suo compagno nelle giovanili Borja González.

#### Prestiti al Deportivo e al Getafe
Nella stagione successiva passa in prestito biennale al Deportivo La Coruña nell'ambito dell'operazione che porta Filipe Luís tra le file dei Colchoneros.. Il 12 settembre successivo fa quindi il suo esordio con la nuova maglia, giocando 80 minuti nello 0-0 esterno con il Siviglia. Promosso titolare dall'allenatore Miguel Ángel Lotina, termina la stagione con 32 presenze e due assist, venendo premiato come giovane rivelazione dell'anno della Liga Spagnola insieme al francese Antoine Griezmann della Real Sociedad e Iker Muniain dell'Athletic Bilbao.
Nella Stagione 2011-2012 il giocatore sembra essere confermato, ma l'ultimo giorno di calciomercato, il 31 agosto 2011 Deportivo La Coruña e Atlético Madrid si accordano per la cessione del giocatore, a titolo temporaneo per un anno, al Getafe. Il giocatore, tuttavia, non trova lo spazio concessogli l'anno precedente, non è mai titolare e a fine anno colleziona in tutto 9 presenze senza reti.

#### Prestiti al Betis e all'Elche
Nella Stagione 2012-2013 torna in Andalusia, prelevato in prestito dal Betis. Dopo aver fatto il suo debutto con la maglia biancoverde il 19 agosto 2012 nel 3-5 finale contro l'Athletic Bilbao, viene impiegato con notevole regolarità per tutta la durata del campionato, diventando un punto di riferimento importante del centrocampo della squadra allenata da Pepe Mel. Il 5 maggio 2013 mette a segno il suo primo gol in carriera nella sconfitta esterna per 2-4 contro il Barcellona. Disputa in tutto 25 partite, con una rete.
L'anno successivo l'Atlético Madrid lo cede, ancora in prestito, all'Elche del tecnico Fran Escribá, vincitore in precedenza della Segunda División 2012-2013 e neopromosso nella Liga. Per tutto l'anno è titolare inamovibile e contribuisce al conseguimento della salvezza della squadra, giunta con 40 punti al sedicesimo posto finale.

#### Il prestito al Torino e Granada
Il 3 luglio 2014 si trasferisce in prestito, con diritto di riscatto, al Torino. Debutta con la maglia granata subentrando a Omar El Kaddouri nei preliminari d'Europa League contro il Brommapojkarna, partita vinta 3-0 dal Toro. Il 24 settembre fa il suo esordio anche in Serie A, nella vittoria esterna per 2-1 contro il Cagliari. Il 22 gennaio 2015, dopo essere rientrato all'Atlético Madrid a seguito della rescissione del prestito con il Torino (in cui ha trovato poco spazio), viene ceduto nuovamente in prestito, questa volta al Granada, che lo acquista a titolo definitivo l'8 agosto 2015.

#### Leganés e Panathīnaïkos
Il 9 agosto 2016 viene ceduto in prestito al Leganés. Il 29 giugno 2017 il prestito viene rinnovato per un'altra stagione.
Il 5 luglio 2018 rescinde il proprio contratto con il Granada, e il giorno dopo viene acquistato a titolo definitivo dai madrileni.
Il 13 luglio 2021 annuncia la sua separazione dal Leganés, per poi accasarsi al Panathīnaïkos il giorno successivo.

### Nazionale
Debutta nella Nazionale Under-21 il 2 settembre 2010 partendo dal primo minuto nel match contro i pari età dell'Olanda, valido per le qualificazioni all'Europeo 2011. Nel 2011 trionfa con la sua Nazionale nell'Campionato Europeo di categoria in Danimarca.

## Statistiche

### Presenze e reti nei club
Statistiche aggiornate al 25 febbraio 2024.
| Stagione                 | Squadra                  | Campionato               | Campionato | Campionato | Coppe nazionali | Coppe nazionali | Coppe nazionali | Coppe continentali | Coppe continentali | Coppe continentali | Altre coppe | Altre coppe | Altre coppe | Totale | Totale |
| Stagione                 | Squadra                  | Comp                     | Pres       | Reti       | Comp            | Pres            | Reti            | Comp               | Pres               | Reti               | Comp        | Pres        | Reti        | Pres   | Reti   |
| ------------------------ | ------------------------ | ------------------------ | ---------- | ---------- | --------------- | --------------- | --------------- | ------------------ | ------------------ | ------------------ | ----------- | ----------- | ----------- | ------ | ------ |
| 2008-2009                | Atlético Madrid B        | SDB                      | 25         | 1          | -               | -               | -               | -                  | -                  | -                  | -           | -           | -           | 25     | 1      |
| 2009-2010                | Atlético Madrid B        | SDB                      | 28         | 0          | -               | -               | -               | -                  | -                  | -                  | -           | -           | -           | 28     | 0      |
| Totale Atlético Madrid B | Totale Atlético Madrid B | Totale Atlético Madrid B | 53         | 1          |                 | -               | -               |                    | -                  | -                  |             | -           | -           | 53     | 1      |
| 2009-2010                | Atlético Madrid          | PD                       | 1          | 0          | CR              | 0               | 0               | -                  | -                  | -                  | -           | -           | -           | 1      | 0      |
| 2010-2011                | Deportivo                | PD                       | 32         | 0          | CR              | 5               | 0               | -                  | -                  | -                  | -           | -           | -           | 37     | 0      |
| 2011-2012                | Getafe                   | PD                       | 9          | 0          | CR              | 1               | 0               | -                  | -                  | -                  | -           | -           | -           | 10     | 0      |
| 2012-2013                | Betis Siviglia           | PD                       | 25         | 1          | CR              | 5               | 0               | -                  | -                  | -                  | -           | -           | -           | 30     | 1      |
| 2013-2014                | Elche                    | PD                       | 31         | 0          | CR              | 1               | 0               | -                  | -                  | -                  | -           | -           | -           | 32     | 0      |
| 2014-gen. 2015           | Torino                   | A                        | 6          | 0          | CI              | 0               | 0               | UEL                | 2                  | 0                  | -           | -           | -           | 8      | 0      |
| gen.-giu. 2015           | Granada                  | PD                       | 14         | 0          | CR              | -               | -               | -                  | -                  | -                  | -           | -           | -           | 14     | 0      |
| 2015-2016                | Granada                  | PD                       | 31         | 0          | CR              | 1               | 0               | -                  | -                  | -                  | -           | -           | -           | 32     | 0      |
| Totale Granada           | Totale Granada           | Totale Granada           | 45         | 0          |                 | 1               | 0               |                    | -                  | -                  |             | -           | -           | 46     | 0      |
| 2016-2017                | Leganés                  | PD                       | 30         | 0          | CR              | 2               | 0               | -                  | -                  | -                  | -           | -           | -           | 32     | 0      |
| 2017-2018                | Leganés                  | PD                       | 31         | 0          | CR              | 5               | 0               | -                  | -                  | -                  | -           | -           | -           | 36     | 0      |
| 2018-2019                | Leganés                  | PD                       | 31         | 0          | CR              | 1               | 0               | -                  | -                  | -                  | -           | -           | -           | 32     | 0      |
| 2019-2020                | Leganés                  | PD                       | 26         | 1          | CR              | 2               | 0               | -                  | -                  | -                  | -           | -           | -           | 28     | 1      |
| 2020-2021                | Leganés                  | SD                       | 35+2       | 0          | CR              | 0               | 0               | -                  | -                  | -                  | -           | -           | -           | 37     | 0      |
| Totale Leganés           | Totale Leganés           | Totale Leganés           | 153+2      | 1          |                 | 10              | 0               |                    | -                  | -                  |             | -           | -           | 165    | 1      |
| 2021-2022                | Panathīnaïkos            | SL                       | 23+9       | 0          | CG              | 8               | 0               | -                  | -                  | -                  | -           | -           | -           | 40     | 0      |
| 2022-2023                | Panathīnaïkos            | SL                       | 25+10      | 0          | CG              | 4               | 0               | UECL               | 2                  | 0                  | -           | -           | -           | 41     | 0      |
| 2023-2024                | Panathīnaïkos            | SL                       | 17         | 0          | CG              | 5               | 1               | UCL+UEL            | 6+3                | 0                  | -           | -           | -           | 31     | 1      |
| Totale Panathīnaïkos     | Totale Panathīnaïkos     | Totale Panathīnaïkos     | 84         | 0          |                 | 17              | 1               |                    | 11                 | 0                  |             | -           | -           | 112    | 1      |
| Totale carriera          | Totale carriera          | Totale carriera          | 441        | 3          |                 | 40              | 1               |                    | 13                 | 0                  |             | -           | -           | 494    | 4      |

## Palmarès

### Club

#### Competizioni nazionali
- Coppa di Grecia: 2

Panathinaikos: 2021-2022, 2023-2024

### Nazionale
- Campionato d'Europa Under-21: 1

2011